# Sinseo-yugi
Sinseo-yugi (신서유기?, 新西游记?, ShinsŏyugiiMR; lett. "Nuovo viaggio in Occidente", titolo internazionale New Journey to the West) è un reality show di viaggio sudcoreano che va in onda su tvN. È andato in onda per la prima volta il 4 settembre 2015 e consiste di 8 stagioni.
I membri del cast di Sinseo-yugi sono Kang Ho-dong, Lee Soo-geun, Eun Ji-won, Ahn Jae-hyun, Cho Kyu-hyun, Song Min-ho e Pyo Ji-hoon (in arte P.O). Ispirato al romanzo classico cinese Viaggio in Occidente, in ogni stagione i membri del cast indossano un costume a tema ed intraprendono un viaggio durante il quale affrontano diversi giochi e missioni per conquistare le sfere del drago. Se alla fine della stagione sono riusciti a raccogliere con successo le sette sfere del drago, i loro desideri vengono esauditi. Nel corso degli anni, il programma ha guadagnato popolarità e ottenuto ottimi risultati da parte degli spettatori grazie alle sue idee fresche, alla trama fluida, ai ruoli diversi e ai costumi divertenti.

## Format
Sinseo-yugi è stato annunciato per la prima volta il 16 luglio 2015 con Na Yeong-seok come regista principale. L'idea iniziale dello show è venuta da Lee Seung-gi, che avrebbe dovuto viaggiare con gli altri membri e filmare tutte le loro attività. Lo show è stato originariamente trasmesso online tramite Naver TV Cast ed è stato il primo progetto di "tvN Go", un marchio di contenuti digitali del canale via cavo tvN.

### Stagione 1
La prima stagione riunisce gli ex membri originali di 1bak 2il: Lee Seung-gi, Kang Ho-dong, Eun Ji-won e Lee Soo-geun. I quattro impersonano in modo divertente i personaggi del romanzo cinese del XVI secolo Viaggio in Occidente: Lee Seung-gi è Tang Sanzang, che guida e si preoccupa costantemente dei suoi accompagnatori che non lo ascoltano mai; Lee Soo-geun è Sun Wukong, un mago-guerriero dall'aspetto di scimmia molto malizioso; Eun è Sha Wujing (un essere celestiale), che è o immaturo o geniale e cattivo; Kang, invece, interpreta Zhu Bajie (un maiale) con un basso quoziente intellettivo, ma con grande forza e appetito. Insieme intraprendono un viaggio zaino in spalla di 5 giorni e 4 notti attraverso lo Xi'an, in Cina, mentre completano varie missioni per trovare sette sfere del drago che, se raggruppate, possono esaudire i desideri di coloro che le collezionano. Il programma è stato un successo con oltre 42 milioni di visualizzazioni su Naver TV Cast e 10 milioni di visualizzazioni sul sito del portale cinese QQ. Prima dell'inizio della seconda stagione, tvN ha ritrasmesso la versione online della prima stagione alla TV, riassumendola in due episodi, andati in onda l'8 e il 15 aprile 2016.

### Stagioni dalla 2 alla 4
Dopo aver ottenuto un feedback positivo con la prima stagione, la seconda stagione è stata girata a Chengdu e Lijiang (Cina), aggiungendo un nuovo membro al cast, Ahn Jae-hyun (in sostituzione di Lee Seung-gi, partito per il servizio militare). La stagione è iniziata il 22 aprile e si è conclusa il 17 giugno 2016. Contemporaneamente è stato trasmesso anche online tramite Naver TV Cast tra il 19 aprile e il 14 giugno 2016. In Cina ha raccolto oltre 100 milioni di visualizzazioni. La stagione 2.5 vede la comparsa di due nuovi membri (Mino e Kyuhyun) che familiarizzano con i membri della stagione 2.
Nella terza stagione Kang Ho-dong, Eun Ji-won, Lee Soo-geun, Ahn Jae-hyun, Mino e Kyuhyun si recano in Cina (Guilin e Xiamen). Vengono inoltre introdotti nuovi personaggi alla storia: il Maestro Muten e Bulma dell'anime Dragon Ball. La stagione è iniziata l'8 gennaio e si è conclusa il 12 marzo 2017.
Nella quarta stagione lo show è continuato con gli stessi membri della terza stagione e la destinazione è stata il Vietnam. La stagione è iniziata il 13 giugno e si è conclusa il 22 agosto 2017. Il nuovo tema è L'Apocalisse dell'inferno e ogni componente del cast ha il suo nuovo personaggio: Kang Ho-dong interpreta Zhu Bajie; Lee Soo-geun interpreta Piccolo; Eun Ji-won interpreta Sun Wukong; Ahn Jae-hyun interpreta il monaco Xuan Zhang; Kyuhyun interpreta Sha Wujing; e poiché Mino perde la gara di ping-pong e si rade i capelli, interpreta il personaggio di Crilin. In questa stagione, i membri raccolgono con successo tutte e sette le sfere del drago e ricevono le loro ricompense dal team di produzione. Na Yeong-seok promette di mettere in programma la produzione di Kang's Kitchen e Youth Over Flowers.

### Stagioni 5, 6 e 6.5
Nelle stagioni 5 e 6 sono stati scelti nuovi personaggi e temi, mentre il viaggio si svolge a Hong Kong e Hokkaido. Quando Kyuhyun si ritira per intraprendere il servizio militare, P.O prende il suo posto come ospite.
| Tema                  | Trama |
| --------------------- | --- |
| Speciale Fantasmi     | Ogni membro ha il suo nuovo personaggio: Kang Ho-dong interpreta Kaonashi (Senza-volto); Lee Soo-geun interpreta Chucky; Eun Ji-won interpreta il mietitore; Ahn Jae-hyun interpreta lo zombie cinese; Song Min-ho interpreta il fantasma di una fanciulla; P.O interpreta Dracula. Nella missione finale i membri non hanno ricevuto le sfere del drago, poiché Lee Soo-geun e Song Min-ho hanno fallito la sfida del cambio rapido dei vestiti nel tempo limite. Na Yeong-seok annuncia improvvisamente la fine della quinta stagione e l'inizio della sesta. |
| Stagione del raccolto | Ogni membro si traveste da frutto: Kang Ho-dong da anguria; Lee Soo-geun da pera; Eun Ji-won da agricoltore; Ahn Jae-hyun da pesca; Song Min-ho da uva; e P.O da germoglio. In questa stagione i membri si uniscono in squadre per giocare. |

### Stagione 7
Nella settima stagione Kang Ho-dong, Lee Soo-geun, Eun Ji-won, Song Mino, P.O e Cho Kyu-hyun viaggiano in giro per la Corea del Sud, quindi il tema generale è "Ritorno a casa", che raggruppa diversi altri temi inerenti alla Sud Corea. Ahn Jae-hyun è assente a causa di problemi familiari. La stagione è iniziata il 25 ottobre 2019 e si è conclusa il 3 gennaio 2020.
| Tema               | Trama |
| ------------------ | --- |
| Ritorno a casa     | Le sfere del drago sono cadute sul Monte Gyeryong e ogni membro diventa un guru spirituale. Kang Ho-dong interpreta Shin Myohan; Lee Soo-geun interpreta un Guru coreano; Eun Ji-won interpreta Gandalf; Cho Kyuhyun interpreta il genio della lampada; Song Mino interpreta il Guru radice e P.O interpreta il Guru cavolo. |
| Speciale retrò     | Kang Ho-dong interpreta Park Jin-young; Lee Soo-geun interpreta Lee Jung-hyun; Eun Ji-won interpreta Rain; Cho Kyuhyun interpreta Bae Yong-joon; Song Mino interpreta i Red Devil (tifosi della nazionale sudcoreana) e P.O interpreta Im Soo-jung.                                                                          |
| Speciale Innocenza | Kang Ho-dong interpreta Grande Puffo; Lee Soo-geun interpreta Puffetta; Eun Ji-won interpreta il Puffo Brontolone; Cho Kyuhyun interpreta Puffo Inventore; Song Mino interpreta Puffo Forzuto e P.O interpreta Puffo Vanitoso.                                                                                               |
| Speciale Mondiale  | Kang Ho-dong interpreta un panda cinese; Lee Soo-geun interpreta Sugeuras (parodia di Legolas); Eun Ji-won interpreta Babbo Natale; Cho Kyuhyun interpreta la Statua della Libertà; Song Mino interpreta Cleopatra e P.O interpreta un Faraone.                                                                              |
| Speciale Cinema    | Kang Ho-dong interpreta Choi Ik-hyun; Lee Soo-geun interpreta Na'vi; Eun Ji-won interpreta Elliott; Cho Kyuhyun interpreta Joker; Song Mino interpreta Jack Sparrow e PO interpreta Olaf. |

### Stagione 8
Nella stagione 8 torna il cast della stagione precedente. Il tema è basato su una fiaba tradizionale coreana e viene girato in Corea del Sud. La stagione è iniziata il 9 ottobre 2020 (Giorno dell'hangul) e si è conclusa il 18 dicembre 2020.
| Tema                         | Trama |
| ---------------------------- | --- |
| Racconto di Heungbu          | Il tema è il racconto folkloristico coreano Racconto di Heungbu. Kang Ho-dong interpreta il figlio di Heungbu; Lee Soo-geun interpreta la zucca; Eun Ji-won interpreta la rondine; Cho Kyuhyun interpreta la moglie di Nolbu; Song Min-no interpreta Heungbu e P.O Nolbu.                                                |
| Il Re Dragone e i suoi amici | I membri hanno fatto un'elezione su chi sarà il Re Dragone e il vincitore decide sui personaggi rimanenti. Kang Ho-dong interpreta un pesce; Lee Soo-geun interpreta l'Hijiki; Eun Ji-won interpreta il Re Dragone; Cho Kyuhyun interpreta un'orata; Mino interpreta una tartaruga e P.O. interpreta la trota salmonata. |